# 阿克瓦穆帝国
阿克瓦穆帝国是一个阿坎人国家，于17世纪在今加纳东南部崛起。根据口述传统，阿克瓦穆人起源于特维福-赫曼地区，但最早的历史记录显示他们曾居住于内陆，分布于阿特瓦丘陵周围，并控制着海岸与森林内陆之间的贸易路线。17世纪下半叶，阿克瓦穆兴起，发展为一个扩张主义政体，通过军事征服、朝貢网络以及控制地区贸易，对多个领地施加统治。17世纪末—18世纪初，阿克瓦穆帝国的实力达到鼎盛，其疆域沿几内亚湾绵延约400公里，从现在贝宁的维达延伸至加纳的温尼巴。